# June Maston
June Maston   (Tweed Heads, 14 de març de 1928 - Tweed Heads, 3 de desembre de 2004), també coneguda amb el cognom de casada Ferguson, fou una atleta australiana, especialista en curses de velocitat i salt de llargada, que va competir durant la dècada de 1940.
El 1948 va prendre part en els Jocs Olímpics de Londres, on va disputar dues proves del programa d'atletisme. Va guanyar la medalla de plata en la prova del 4x100 metres formant equip amb Shirley Strickland, Elizabeth McKinnon i Joyce King, mentre en el salt de llargada quedà eliminada en la classificació.
Entre 1946 i 1948 guanyà el títol de les 440 iardes de Nova Gal·les del Sud. Un cop retirada exercí d'entrenadora d'atletisme, entre d'altres, de Betty Cuthbert i Maureen Caird. Es retirà el 1988. El 1967 fou reconeguda com a Membre de l'Orde de l'Imperi Britànic (MBE) i el 1989 fou inclosa al Sport Australia Hall of Fame.

## Millors marques
- 100 metres. 12,4" (1948)[1][3]